# Felice Rospigliosi
Felice Rospigliosi (né en 1639 à Pistoia en Toscane, Italie, et mort le 9 mai 1688 à Rome) est un cardinal italien du XVIIe siècle. Il est un neveu du pape Clément IX (1667-1669), le frère du cardinal Giacomo Rospigliosi (1667), le cousin du cardinal Carlo Agostino Fabroni (1706), l'oncle du cardinal Antonio Banchieri (1726) et le grand-oncle du cardinal Flavio Chigi, iuniore (1753).

## Biographie
Felice Rospigliosi est internonce à Bruxelles.
Le pape Clément X le crée cardinal lors du consistoire du 16 janvier 1673. Rospigliosi est chevalier de l'ordre de Saint-Jean de Jérusalem[réf. nécessaire] et archiprêtre de la basilique S. Libère. Il participe au conclave de 1676, lors duquel Innocent XI est élu pape.

### Sources
- Fiche du cardinal sur le site fiu.edu